# 復興小学校
復興小学校（ふっこうしょうがっこう）は、1923年（大正12年）9月1日に発生した関東大震災で被災し、復興事業の一環として鉄筋コンクリート造（RC造）で再建された小学校。当時の東京市では196あった市立小学校のうち、火災で焼失するなどした117校が震災復興事業として建て替えられた。本項では東京市の状況を中心に記述し、復興小学校以外のRC造小学校等についても触れる。
なお、一般名詞的に、他の大規模災害後に建設された小学校を指す場合もある。

## 経緯
東京市（15区）の状況
東京市域の15区では関東大震災により小学校の三分の二が焼失または倒壊し、残りの多くも被害を受けた。無傷だった小学校はわずか2校だった。
震災前の小学校は木造が主流だったが、震災時点で市内の20校ほどがRC造で完成済みまたは建設中だった。初めて導入されたのは、1922年竣工の林町小学校（ただし4教室のみ）である。
東京市は1924年度（大正13年）から1928年度までの5か年事業として復興小学校の建設を進めた。耐震化・不燃化のため全面的にRC造を採用することに決定。統一規格に基づき、東京市臨時建設局が一括して設計を行った。建設は各区が行い、1924年6月11日に公布された「東京市立小学校復興建設費補給規程」に基づき、建設費の補助を行った。電化やガス設備、蒸気暖房、水洗トイレの導入も進められた、。
大正末から昭和の第二次世界大戦前に建設されたRC造の小学校建築は、次のように分類できる。
- 復興小学校

被災した小学校のうち、焼失区域内の117校を東京市営繕の設計により再建したもの。明石小学校、九段小学校など（なお、合築されたものがあり、115施設）。
52の学校では、隣接して小公園を配置する試みも行われている。これは都市計画の中に小学校を位置づけて災害時の避難所としても使えるようにしたものである。
- 改築小学校、新設の小学校

震災前からRC造での建替え計画が進んでいたもの、震災後に建替えた焼失区域外の小学校。あるいは震災後に新設された小学校。
初期には、各区が民間の建築家に設計を依頼した事例が見られる（渡辺仁設計の早稲田小学校、岡田信一郎設計の青山小学校など）。まもなく全てを東京市営繕が設計することになった。
これらの外観デザインについて、パラボラアーチなど表現主義的なデザインを採用したものもあるが、やがて装飾の無いインターナショナル・スタイルに統一された。日中戦争の長期化が濃厚となり、1938年（昭和13年）に建築資材が統制されるとRC造の小学校が建設されることはなくなった。
1932年に編入された区域（新市域）の状況
1932年、東京府郡部のうち荏原郡、豊多摩郡、北豊島郡、南足立郡、南葛飾郡が東京市に編入され、35区（現在の東京23区に相当）となった。これ以降、新市域の小学校建築は東京市営繕が設計することになったが、急激な児童数の増加による教室数の不足に対応するため、（旧市域と異なり）もっぱら木造校舎が建設された。
新市域におけるRC造の小学校は16校で、編入前に建設済み、あるいは計画が進んでいたものに限られる（郡部で最初に建てられたのは1925年の寺島第一小学校である）。2020年時点、言問小学校（墨田区）、広尾小学校（渋谷区）が現存している。

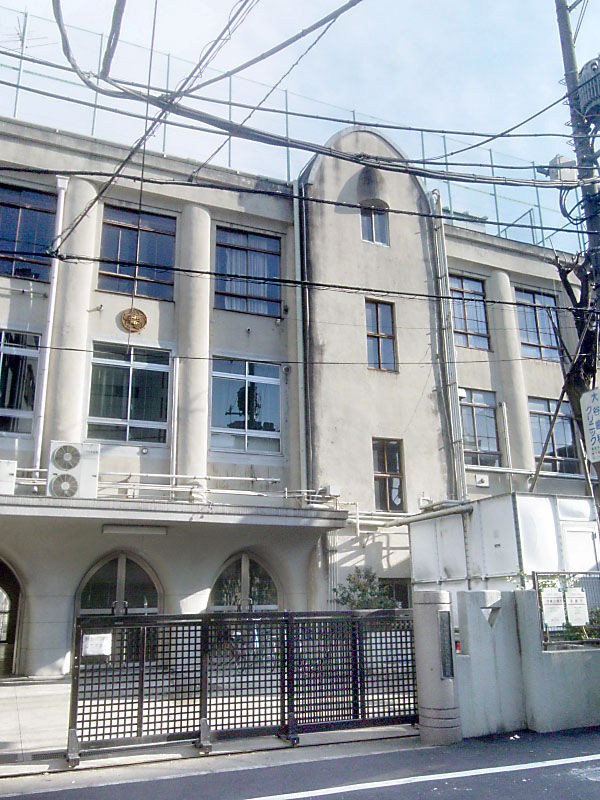
坂本小学校
入口や階段室にアーチ状の造形を持つ。改築小学校。

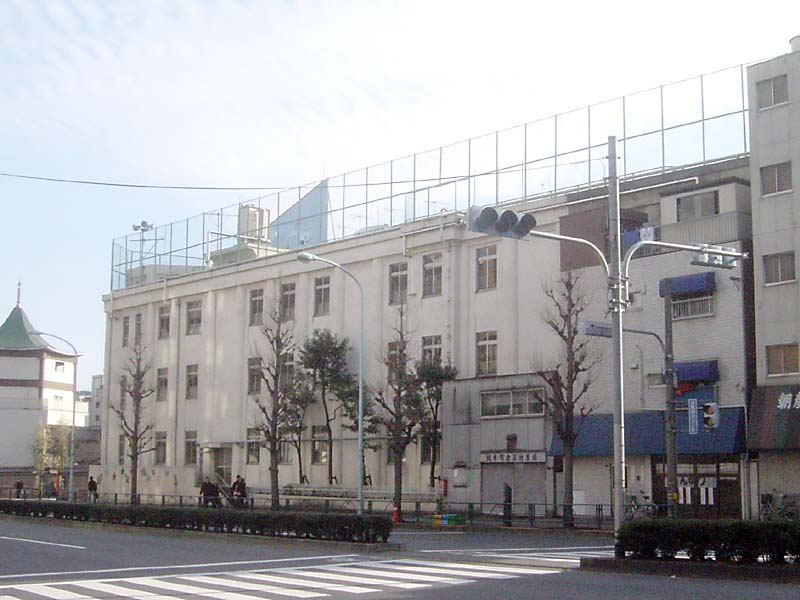
坂本小学校
画像その2。

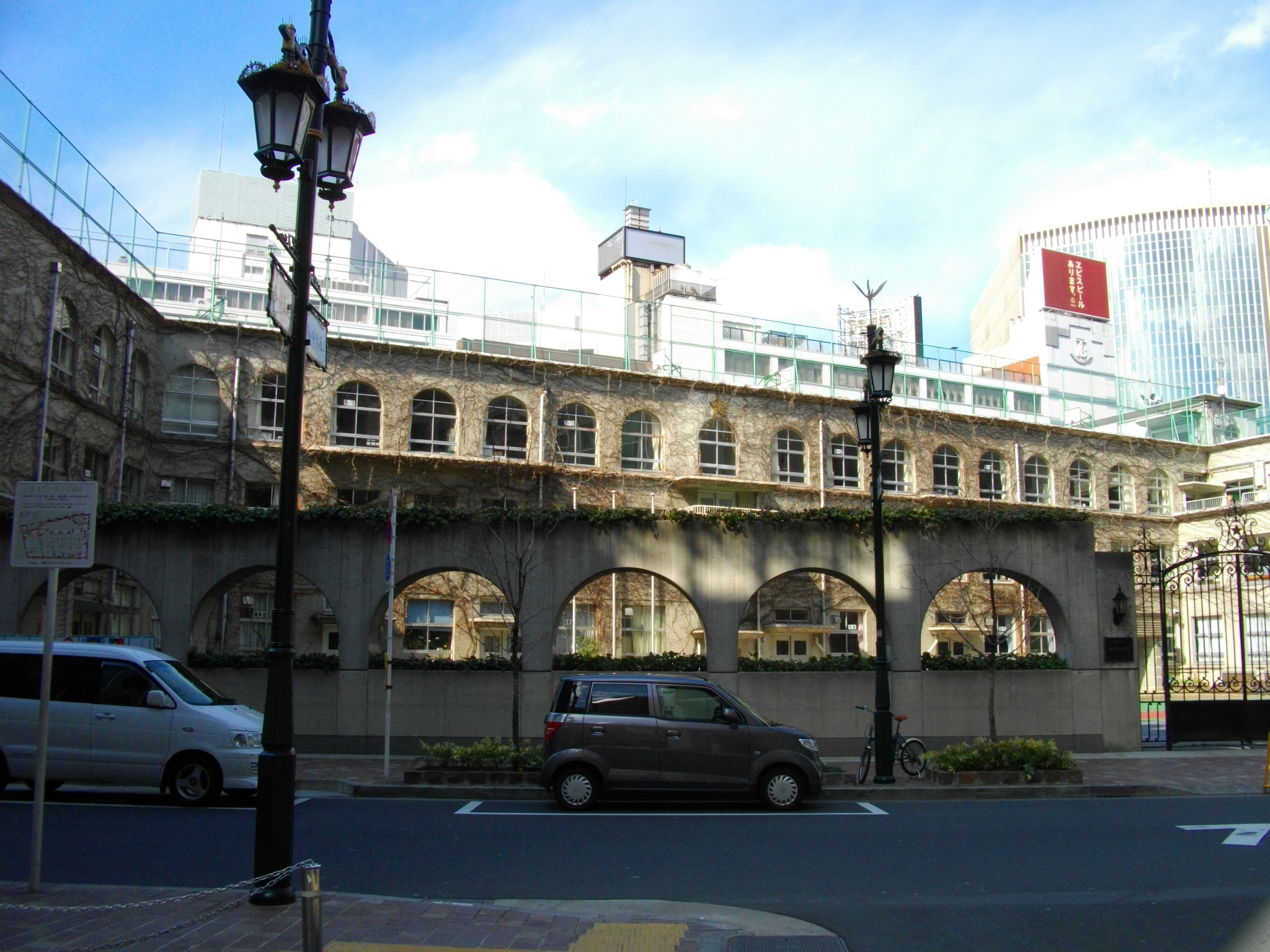
泰明小学校
入口や階段室にアーチ状の造形を持つ。復興小学校。

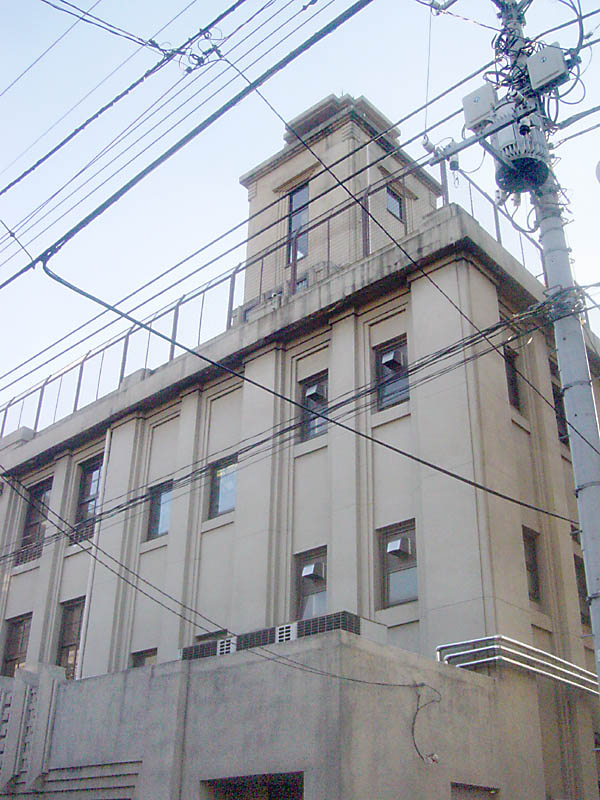
広尾小学校
消防署が併設され、望楼と消防車の車庫が併設されていた。復興小学校ではない。

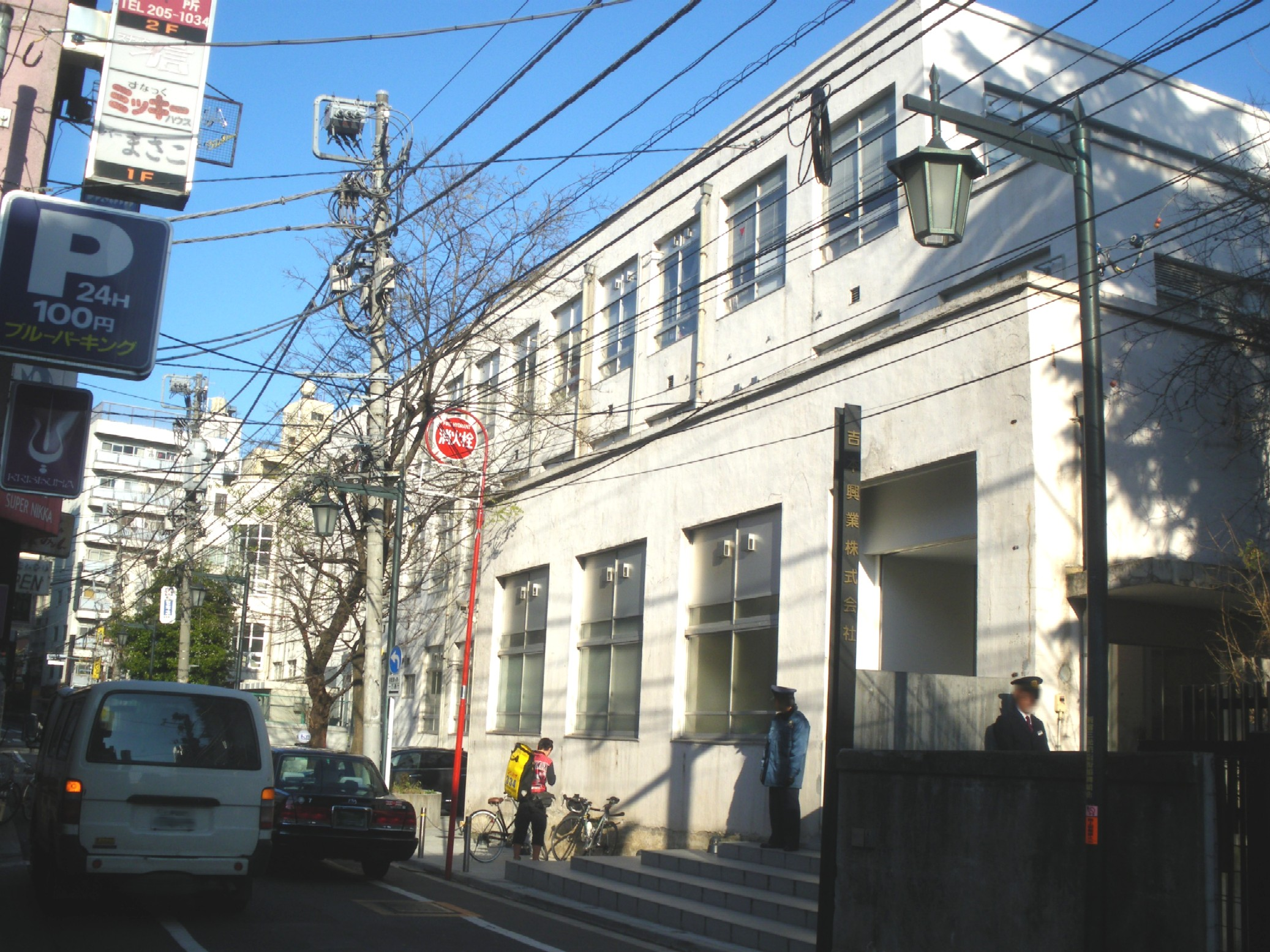
四谷第五小学校
現・吉本興業。DOCOMOMO JAPAN選定 日本におけるモダン・ムーブメントの建築。復興小学校ではない。

## 戦前期のRC造小学校
※以下のリストは例示（現存しているもの、2000年代以降に取り壊されたもの等）であり、対象を網羅したものではない。復興小学校以外のRC造小学校を含む。
1925年（大正14年）建設
- 明石小学校（中央区明石町1-15）

復興小学校の初期の事例で、2010年まで小学校の現役校舎として使われていた。日本建築学会から重要文化財相当と指摘されたが、建替えのため2010年に取り壊された。。
1926年（大正15年、昭和元年）建設
- 九段小学校（千代田区三番町16）

建設当時は「上六小学校」。パラボラアーチが特徴的な旧校舎を部分保存しながら建て替えられ、2018年に竣工。元は東郷平八郎の邸宅跡で、西側に隣接して東郷元帥記念公園がある。
- 坂本小学校（台東区下谷1-12-8）

建設当時は「入谷尋常小学校」。復興小学校ではない。廃校になり、跡地利用が検討されたが、2022年に取壊し。
- 窪町小学校（文京区大塚3丁目）

震災後の1926年に開校（復興小学校ではない）。中村与資平設計。建替えのため、2006年に取り壊された。
1927年（昭和2年）建設
- 元町小学校（文京区本郷1-1-19）

1998年に廃校。南側には同時期に作られた元町公園が残されている。文京区が区施設の建設を計画したが、反対運動もあり、建物は耐震補強の上で2016年まで順天堂大学に貸与された。その後、文京区は復興小学校と復興公園を保存・活用する計画を公表した。校舎のうち東側は保存するが、他の部分や体育館は取壊し、その跡に新たな施設を建設する計画である。体育館等は2021年に取壊された。
1928年（昭和3年）建設
- 阪本小学校（中央区日本橋兜町15-18）

2017年に建て替えのため取壊された。ちなみに本校は1873年に「第一大学区第一中学区第一番小学阪本学校」として開校した、都内最古の小学校のひとつであり、文豪谷崎潤一郎の母校としても知られる。北側に隣接する坂本町公園は明治時代の市区改正事業により設置された市街地小公園。
- 十思小学校（中央区日本橋小伝馬町5-1）

廃校になり、中央区の施設十思スクエアとして使われている。東京都選定歴史的建造物。東側に隣接して十思公園がある。
- 早稲田小学校（新宿区早稲田南町25）

復興小学校の対象にはならなかったが、震災による被害があり、渡辺仁の設計による新校舎を建設。東京大空襲では4分の3が損害を蒙った。2020年現在も小学校の現役校舎として使われているが、内部は大きく改修されている。
- 下谷小学校（台東区東上野）

1990年に清島小学校と統合し閉校。その後は、近隣にある岩倉高等学校の代用校舎などに使用された。2023年に解体。台東区では跡地の活用を検討している。
1929年（昭和4年）建設
- 常盤小学校（中央区日本橋本石町4-4-26）

2020年現在も小学校の現役校舎として使われている。東京都選定歴史的建造物。西側に小規模ながら常盤公園が隣接している。
- 泰明小学校（中央区銀座5-1）

2020年現在も小学校の現役校舎として使われている。東京都選定歴史的建造物。東南東側に小規模だが採光の確保と狭小の校庭を補う付帯施設として建設当初より一体で計画された数寄屋橋公園が隣接し、周辺建物が高層化した現在においても効果的に機能している。
- 城東小学校（中央区八重洲2-2-2）

建設当初は「京橋昭和小学校」。2017年、再開発事業に伴い取り壊された。再開発ビルの一角に小学校が設置される予定。
- 京華小学校（中央区八丁堀3-17-9）

1993年に統廃合により廃校、建物は中央区の施設「京華スクエア」に転用されている。
1930年（昭和5年）建設
- 黒門小学校（台東区上野1-16-20）

建設当初のデザインを生かしながら改修工事が行われ、2019年に竣工。小学校の現役校舎として使われている。
- 明化小学校（文京区千石1-13-9）

2019年度に145周年を迎えた。建替えにより2020年に取り壊された。
1932年（昭和7年）建設
- 広尾小学校（渋谷区東3-3-3）

当時は郡部だったため、設計は東京府営繕（担当:市ノ瀬仁重郎）による。インターナショナル・スタイルだが、玄関付近に装飾も見られる。消防署が併設され、校舎に消防車用の車庫と望楼が組み込まれた（1947年に消防署は移転）。2020年現在も小学校の現役校舎として使われている。国の登録有形文化財。
1934年（昭和9年）建設
- 四谷第五小学校（新宿区新宿5-18-21）

東京市設計の改築小学校。廃校となり、2008年から、吉本興業東京本社として使われている。DOCOMOMO JAPANにより日本におけるモダン・ムーブメントの建築に選定。
1935年（昭和10年）建設
- 高輪台小学校（港区高輪2-8-24）

震災後の1935年に新設されたインターナショナルスタイルの小学校。2020年現在、小学校の現役校舎として使われている。耐震性能などの向上を目指した全面改修工事が行われている。東京都選定歴史的建造物。

## 現存する校舎
中央区立泰明小学校など4校の復興小学校が現役小学校として現存する。
その他、他用途に転用された施設等がある。

## 文献
- 椿 幹夫「東京都区部において戦前に建設された RC 造小学校の変遷について」（『日本建築学会大会学術講演梗概集』、2016年）
- 復興小学校研究会編『図面で見る復興小学校』（2014年）
- 藤岡洋保監修『明石小学校の建築 - 復興小学校のデザイン思想』 (東洋書店、2012年）
- 小林正泰『関東大震災と「復興小学校」 - 学校建築にみる新教育思想』(勁草書房、2012年）
- 小林正泰「復興小学校建設事業に関する基礎的研究」（『東京大学大学院教育学研究科基礎教育学研究室研究室紀要』第36号、2010年）
- 藤岡洋保「東京市立小学校鉄筋コンクリート造校舎の設計規格」（『日本建築学会論文報告集』第290号、1980年）
- 東京市『東京市教育施設復興図集』（1932年）
- 東京市『東京市の学校建設事業』（1938年）